# Epectaptera innotata
Epectaptera innotata là một loài bướm đêm thuộc phân họ Arctiinae, họ Erebidae.